# The Mark of Zorro (1974)
The Mark of Zorro is een Amerikaanse televisiefilm gebaseerd op het personage Zorro. De film is een remake van gelijknamige film uit 1940. De hoofdrol werd vertolkt door Frank Langella.

## Verhaal
In het Victoriaanse Californië is de rijke Don Diego de la Vega net teruggekeerd van zijn studie in Spanje. Hij ontdekt dat zijn vader is afgezet en de vele landerijen in de omgeving nu onder controle staan van de wrede Don Luis Quintero.
Diego besluit om Quintero te stoppen en wordt de gemaskerde held Zorro. Als held gebruikt hij de vaardigheden die hij tijdens zijn studie heeft opgedaan. Om te zorgen dat niemand hem verdenkt, doet hij zich in het dagelijks leven voor als een slappeling die geen zwaard kan hanteren.

## Rolverdeling
| Acteur            | Personage                  |
| ----------------- | -------------------------- |
| Frank Langella    | Don Diego de la Vega/Zorro |
| Ricardo Montalbán | Captain Esteban            |
| Gilbert Roland    | Don Alejandro Vega         |
| Yvonne De Carlo   | Isabella Vega              |
| Louise Sorel      | Inez Quintero              |
| Robert Middleton  | Don Luis Quintero          |
| Anne Archer       | Teresa                     |
| Jay Hammer        | Antonio                    |